# كأس الاتحاد الأسترالي 2015–16
كأس الاتحاد الأسترالي 2015–16 (بالإنجليزية: 2015 FFA Cup)‏ هو الموسم 2 من كأس الاتحاد الأسترالي. أقيم خلال الفترة 14 فبراير 2015 وحتى 7 نوفمبر 2015، وأشرف على تنظيمه اتحاد أستراليا لكرة القدم، وكان عدد الأندية المشاركة فيه 648، وفاز فيه نادي ملبورن فيكتوري.